# Graphium policenoides
Graphium policenoides is een vlinder uit de familie van de pages (Papilionidae). Voor deze soort werd in 1889 door Eimer de naam Papilio nigrescens gepubliceerd. Die naam was echter een later homoniem van Papilio philolaus nigrescens. Als geldige naam wordt daarom het eerstvolgende synoniem, Papilio policenoides Holland, 1892 gebruikt.